# Annie Hoffmann

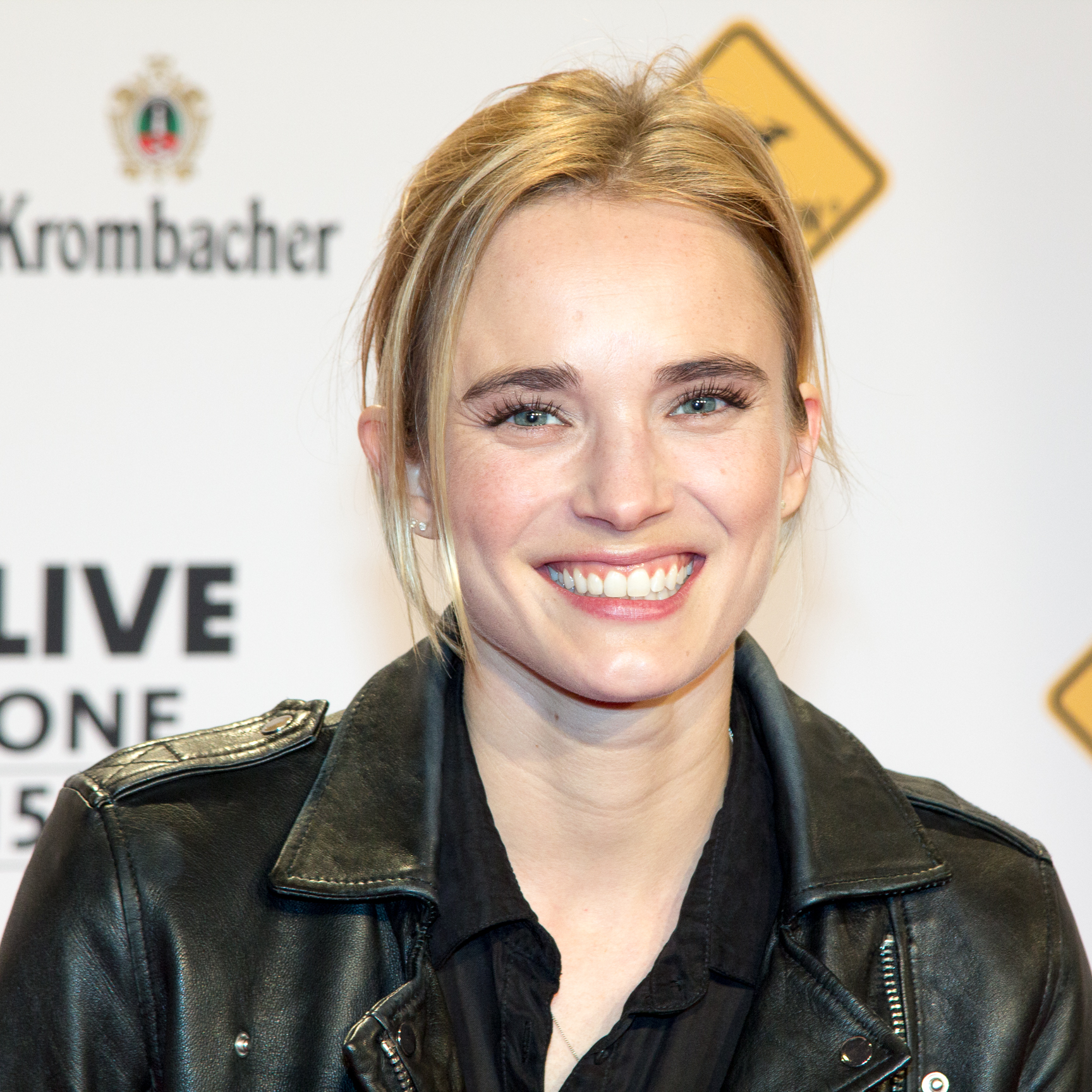
Annie Hoffmann (2015)

Annie Hoffmann (* 24. Januar 1984 in Bergen auf Rügen) ist eine deutsche Fernsehmoderatorin, Darstellerin und Model.

## Leben und Wirken
Bis 2008 war Annie Hoffmann im Eventmanagement für verschiedene gastronomische Betriebe tätig. Seit ihrem 17. Lebensjahr modelt sie sowohl in Werbespots als auch in Printmedien für verschiedene Kampagnen. Dazu gehörten Kampagnen für Hugo Boss, Ariel, Telekommunikationsunternehmen und mehrere Automobilhersteller. 2008 veröffentlichte sie die Single Is You.
Von 2014 bis 2015 war sie auf dem Fernsehsender ProSieben als Moderatorin der Show Crash Games – Jeder Sturz zählt! zu sehen. Von 2015 bis 2017 moderierte sie zusammen mit Jeannine Michaelsen die Show Ponyhof auf TNT Comedy (ehemals TNT Glitz). Für den Sender VOX moderierte sie im Jahr 2018 gemeinsam mit Tim Mälzer und Tim Raue die Kochshow Knife Fight Club. 2019 moderierte sie auf VOX Grill den Henssler und seit 2019 außerdem die im Anschluss von Sing meinen Song – Das Tauschkonzert ausgestrahlten Dokumentationen Sing meinen Song – Die Künstlerstories. Seit 2019 ist Annie Hoffmann gemeinsam mit Annette Hess, Ralf Husmann und Kurt Krömer in der monatlichen Talkshow über Serien Seriös – Das Serienquartett bei One zu sehen. Von Dezember 2021 bis November 2022 moderierte sie zusammen mit Jochen Schropp den Podcast „Rekorder – Das Hörspielmagazin“.

## Film und Fernsehen

### Moderation
- 2011: In Your Face (VIVA, MTV)
- 2012: Glücksberger (Nokia, Telekom, Microsoft)
- 2012: Youtube Secret Talents (Endemol)
- 2014–2015: Crash Games – Jeder Sturz zählt! (ProSieben)
- 2015–2017: Ponyhof (TNT Comedy)
- 2018: Knife Fight Club (VOX)
- 2019: Grill den Henssler (VOX)
- seit 2019: Sing meinen Song – Das Tauschkonzert „Die Künstler Story“ (VOX)
- seit 2019: Seriös – Das Serienquartett (ONE)
- 2019: „Unsere Geschichte schreibt Zukunft – Das längste Gespräch entlang der ehemaligen deutsch-deutschen Grenze“ anlässlich des 30. Jahrestages des Mauerfalls
- 2020: „Und nu? - Der Viren-Talk mit Kurt Krömer und Annie Hoffmann“ auf Youtube, im rbb-Kanal[2]

### Darstellerin
- 2025: Einsame Herzen – Das Love Camp Comedyserie, ZDFmediathek

## Preise und Nominierungen
- 2016: Nominierung für den Grimme-Preis in der Kategorie Unterhaltung für die Sendung Ponyhof
- 2016: Nominierung für den Deutschen Fernsehpreis in der Kategorie Beste Unterhaltung Late Night für die Moderation von Ponyhof
- 2016: Nominierung für den Deutschen Comedypreis in der Kategorie Beste innovation für die Moderation von Ponyhof